# Kárász
Kárász je selo u južnoj Mađarskoj. 
Zauzima površinu od 8,02 km četvorna.

## Zemljopisni položaj
Nalazi se podno najsjeveroistočnijih obronaka gore Mečeka (mađ. Mecsek), na 46°16' sjeverne zemljopisne širine i 18°19' istočne zemljopisne dužine, na 330 m nadmorske visine. Nalazi se 4 km južno od Kubina (mađ. Köblény) i 6 km južno od Maroce, 2,5 km zapadno od Vikinja, 2 km sjeverno od Gređe i 3 km istočno od Slatnika.

## Upravna organizacija
Upravno pripada komlovskoj mikroregiji u Baranjskoj županiji. Poštanski broj je 7333.

## Stanovništvo
U Kárászu živi 397 stanovnika (2005.). Mađari su većina. Romi čine 3%, Nijemci čine 2,3% stanovništva. Blizu 79% stanovnika su rimokatolici, 3% je luterana, 2,8% je kalvinista, te ostali.

## Vanjske poveznice
- (mađ.) Kárász Önkormányzatának honlapja  Arhivirana inačica izvorne stranice od 11. ožujka 2017. (Wayback Machine)
- (mađ.) Kárász a Vendégvárón  Arhivirana inačica izvorne stranice od 30. listopada 2004. (Wayback Machine)
- Kárász na fallingrain.com